# 博爾頓大教堂

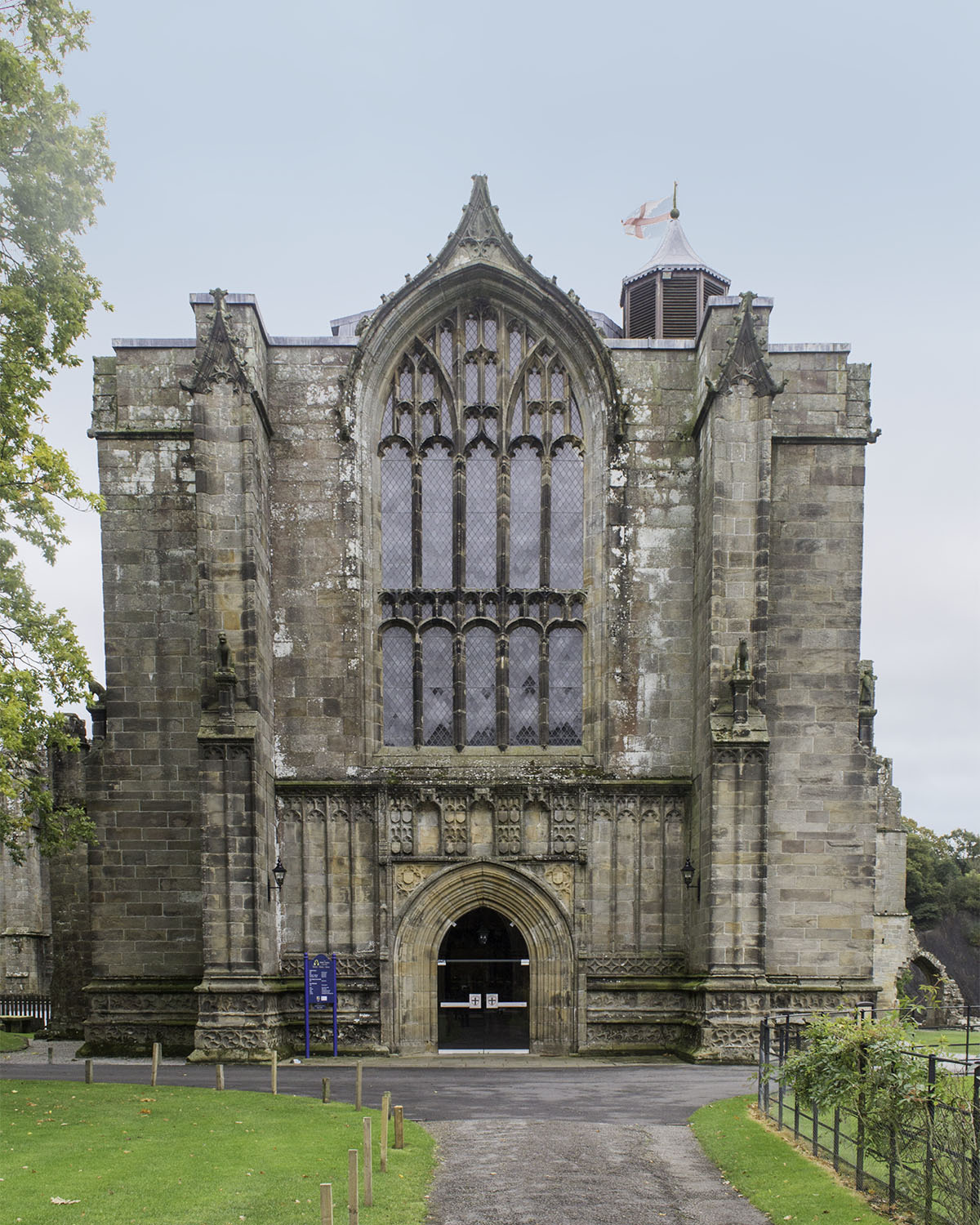
博爾頓大教堂

博爾頓大教堂（Bolton Priory）又称博爾頓修道院是英國英格蘭博爾頓谷的一座教區教堂，屬於英國國教會。這座教堂的建築是英國I級登錄建築。教堂所在地自1154年以來就有宗教建築。該教堂是大教堂網的成員之一，每年遊客數超過16萬人。

## 位置
建筑物或场所本身可能位于多个授权机构的边界内。

郡：北约克郡

教区：博尔顿教区

国家公园：约克郡国家公园

国家电网参考：SE 06925 54464，SE 07327 54095

## 总览
遗产类别：预定纪念碑

列表条目号：1015684

首次列出的日期：1965年5月20日

最近修改日期：1997年7月3日

## 历史
从公元597年圣奥古斯丁（St Augustine）重建基督教的使命到亨利八世（Henry VIII）统治期间，修道院主义已成为不列颠群岛宗教和世俗生活的重要方面。建立了包括修道院在内的宗教社区定居点，以容纳僧侣，牧师，有时还包括修女，在某种形式的系统纪律下过着普通的宗教活动。根据文献证据估计，英格兰建立了700多个修道院。这些组织的规模不一，从拥有数百名成员的主要社区到拥有少数弟兄的小型机构。它们属于各种不同的宗教秩序，每种都有自己的哲学。结果，它们在外观和布局细节上有很大差异，尽管都具备教堂，社区的家庭住宿和办公楼等基本要素。修道院密不可分地融入了中世纪社会的结构，不仅充当着礼拜，学习和慈善的中心，而且由于某些命令的巨大土地占有，也成为了巨大的财富和政治影响力的中心。他们在英格兰各地建立，有些在城镇，而另一些在偏远地区。许多修道院充当了广泛网络的焦点，包括教区教堂，施舍，医院，农场和租户村庄。这些宗教房屋中约有225个属于圣奥古斯丁勋章。从严格意义上讲，奥古斯丁主义者不是僧侣，而是生活在圣奥古斯丁统治下的大炮或牧师社区。在英国，它们因着深色长袍而被人们称为“黑色佳能”，并与穿着浅色衣服的西多会主义者区分开来。从12世纪开始，他们在教区进行了许多有价值的工作，经营施舍，学校和医院，并在教区教堂进行维护和宣讲。他们从教会中获得了大部分收入。奥古斯丁主义者对中世纪生活的许多方面做出了重大贡献，他们的所有修道院都拥有大量幸存的考古遗迹，值得保护。学校和医院，以及在教区教堂进行维护和宣讲。他们从教会中获得了大部分收入。奥古斯丁主义者对中世纪生活的许多方面做出了重大贡献，他们的所有修道院都拥有大量幸存的考古遗迹，值得保护。学校和医院，以及在教区教堂进行维护和宣讲。他们从教会中获得了大部分收入。奥古斯丁主义者对中世纪生活的许多方面做出了重大贡献，他们的所有修道院都拥有大量幸存的考古遗迹，值得保护。
博尔顿修道院的遗迹可以很好地保存下来，并且保留了原始建筑细节的重要证据。该地区基本上未受干扰，更宽广的纪念碑的重要遗迹在那里被保留为土方工程和埋葬的考古遗迹。谷仓和农场的遗迹显示出异常的生存水平，为寺院农业实践的研究提供了重要的范围。带有木构架的大谷仓是英格兰北部保存最完好的中世纪木谷仓之一。纪念碑合在一起对于理解修道院房屋的广泛运作非常重要，它既是精神中心，又是中世纪景观的重要元素。

## 细节
博尔顿修道院（Bolton Priory）坐落在沃夫河（River Wharfe）弯道的低地上。纪念碑分为两个单独的区域；其中一个包括先验的立式遗址，这些遗址为I级列名，界墙（部分为II级列名）及相关特征，中世纪什一税谷仓和中世纪修道院院的一部分，以及包括遗迹的其他区域修道院西部山坡上的中世纪水库的轮廓。修道院的立式遗迹展示了修道院房屋的通常布局，从东到西的教堂构成了四面建筑群（称为回廊）的北面，其余两面都包含供外行和修道院弟兄居住的住所以及行政职能。教堂的东端和两个小节仍然高到屋顶的高度。教堂中殿 或教堂的主体，直立到最高，仍然是屋顶。教堂中殿的东端被解散隔离，现在被用作教区教堂，列为I级教堂。由于其在教堂中的使用，它被排除在日程安排之外，尽管其中包括下面的地面。回廊的范围已被拆除，但仍可以从仍能幸存的墙脚确定建筑物的平面图。东回廊范围在其底楼包括一条通向多边形分院的通道和一个在僧侣宿舍和住持住所的住所下方延伸的子穹顶，住所占据一楼。修道院的南部范围包括僧侣们
修道院医务室位于方丈住所的南部。医务室大楼于1700年被部分重建为一所慈善学校，即博伊尔学校。它后来成为教区，现在是一所住宅。该建筑物已列为II级*，尽管包括了下面的地面，但仍未列入时间表。修道院的招待所位于回廊的西南方，但只有壁炉和烟囱被当作废墟。他们被列为二级。
除了核心的修道院建筑，修道院区还包含一系列对房屋的经济和社会功能至关重要的结构。该地区是由东部和西部的隔离墙所界定的河流。边界墙的路线从河中的一个弯道向南延伸，并沿着道路的东侧到达果岭，然后从邮局的后部向东延伸至河。毗邻这条路，中世纪的界墙被保留到最高高度，长达50m，其他地方的部分已经重建或合并到路边的后续建筑物中。外警卫室并入博尔顿大厅。尽管已包括下面的地面，但该建筑物已被占用，列为II级*，不列入时间表。其他建筑，包括修道院磨坊，
在该区域的南部，是两个大型储罐的土方遗迹，并带有相关的钩和通道。这些是鞣制罐的残骸，从文献资料中可以得知，该残骸曾存在于先验室。众所周知，一个玉米磨坊位于该区域内，而该区域内的其他地方则有土方工程，它们代表着其他修道院建筑和构筑物的遗迹。
紧邻修道院西南方的是修道院农场的遗址。计划中仅包括农场综合体的南部，因为其余部分在中世纪后时期一直受到Bolton Abbey村庄发展的干扰。农场的最南端是一条土堤，从木场的末端一直延伸到道路，整个土块向西延伸。另一家银行也越过田野向北延伸。农场是该修道院农业活动的重点，并包含各种各样的建筑物，其中包括两个大型谷仓，其中一个可以完整生存。幸存下来的谷仓是石头建造的，具有令人印象深刻的木材上部结构来支撑屋顶。被称为二级谷仓*。人们认为这是16世纪，后来在19世纪和20世纪开放。农场的建筑物和构筑物的其他遗迹将在谷仓西侧和西北侧的田野中地下保存。
修道院区以西的山坡上有许多池塘，沥水和水箱，汇入一条流经该区南部的溪流。在这些功能中，水坝的坝和侧壁作为土方工程幸存下来，并包含在调度中。该水坝是一块高2.2m，长20m的土石坝，跨过一个天然小山谷的一部分。它的下游有一块石头，过去曾被破坏，所以现在溪流不间断。水库的两侧由西面的一块石头砌成的堤岸和东面切成自然斜坡的陡坡形成。来自这里的水沿着流床进料到修道院，流床部分经过石刻处理和开罐。但是，在中世纪后的时间里，大部分石料都已被移走，溪流的流线也有所修改，
博尔顿修道院（Bolton Priory）由奥古斯丁教规社区于1155年建立。在14世纪初期，先验经历了艰难时期，但恢复了；在本世纪后期，实施了重建教堂和一些家庭建筑物的计划。1539年修道院解散期间被压制。解散后，修道院的大部分财产由克利福德家族购买，该家族自1310年以来一直是教堂的赞助人。修道院的优先权并未立即被拆除。教堂的教堂中殿一直在使用，直到18世纪末，该地区的玉米磨坊一直在运转，一些回廊建筑物被用作住宅。警卫室最终并入了18世纪的大教堂。
圣玛丽教堂，修道院院舍的老教区和博伊尔厅，位于修道院正门南侧的建筑物，木场内的所有现代结构以及所有现代篱笆，护树树，墙壁，大门，招牌，计划中不包括教堂的油箱和供暖设备以及过河的人行天桥，尽管包括了所有这些特征下方的地面。
计划中不包括仍在使用的现代公墓，老公墓以北的草地区域以及教堂东端外的用于火葬的围栏区域。
地图摘录纪念碑的位置显示在所附的地图摘录中。它包括围绕考古特征的2米边界，被认为对纪念碑的支持和保存至关重要。

## 外部連結
- The Priory Church of St. Mary and St. Cuthbert（页面存档备份，存于）